# Raymond Benoist
Raymond Benoist, född den 10 juni 1881 i Vendresse, död den 17 januari 1970 var en fransk botaniker och entomolog som är känd för sin forskning inom familjen akantusväxter. Han studerade botanik i Paris och avlade doktorsexamen 1912. Därefter arbetade han som assistent vid École Pratique des Hautes Études, 1913–1914 sände regeringen honom till Franska Guiana för att studera landets skogar. Senare gjorde han två vetenskapliga resor, den första 1918 till Marocko, den första expeditionen till Mellanatlas och övre Moulouya för Muséum national d'histoire naturelle och den andra 1928 som expeditionsledare för Institut Scientifique Cherifien de Rabat. 1930–1932 undervisade han i botanik i Quito och utförde samtidigt forskning inom växtgeografi och studier inom morfologi och biologi för endemiska växter i Anderna.
Auktorsnamnet Benoist kan användas för Raymond Benoist i samband med ett vetenskapligt namn inom botaniken; se Wikipediaartiklar som länkar till auktorsnamnet.